# SciELO
SciELO, acronimo di  Biblioteca Científica Electrónica en Línea (in inglese: Scientific Electronic Library Online), è una biblioteca digitale che fornisce una piattaforma software per la pubblicazione di riviste scientifiche in formato elettronico e nell'ambito di edizioni integrali.
Il progetto è gestito dalla Fundação de Amparo à Pesquisa do Estado de São Paulo - FAPESP nello Stato di San Paolo, in Brasile, in collaborazione col Centro latinoamericano e caraibico per le informazioni sulle scienze della salute (BIREME, Centro Latinoamericano y del Caribe de Información en Ciencias de la Salud).
I contenuti sono accessibili gratuitamente e in modalità testo integrale.

## Storia
Il progetto iniziale comprendeva dieci riviste scientifiche brasiliane e fu sviluppato da marzo del 1997 a maggio del 1998, un periodo durante il quale fu valutata una metodologia generale per la pubblicazione elettronica dei contenuti scientifici su Internet..
Dal giugno 1998, il progetto SciELO ha funzionato regolarmente, incorporando nuove riviste e allargando il proprio ambito di attività agli altri paesi latino-americani. Dal 2002, SciELO ha il patrocinio del Consiglio nazionale per lo sviluppo scientifico e tecnologico del Brasile (Conselho Nacional de Desenvolvimento Cientifico e Tecnológico - CNPq).

La base di conoscenza è composta dai seguenti sottoprogetti nazionali:
- SciELO Brasile, indicizza 375 riviste[3];
- SciELO Uruguay, indicizza 27 riviste[4];
- SciELO Argentina (CONICET)[5];
- SciELO Paraguay.[6];

## Descrizione
Il progetto si propone di «sviluppare una metodologia comune per la predisposizione, conservazione, la diffusione e la valutazione della letteratura scientifica in formato elettronico», collaborando con le istituzioni dei seguenti paesi,: Sudafrica, Argentina, Brasile, Cile, Colombia, Costa Rica, Cuba, Spagna, Messico, Perù, Portogallo, Venezuela, Bolivia, Paraguay e Uruguay..
I contenuti possono essere  ricercati per autore, soggetto tematico e mediante un motore di ricerca interno.